# Havardia pallens
Havardia pallens är en ärtväxtart som först beskrevs av George Bentham, och fick sitt nu gällande namn av Nathaniel Lord Britton och Joseph Nelson Rose. Havardia pallens ingår i släktet Havardia och familjen ärtväxter. Inga underarter finns listade i Catalogue of Life.